# Nieuw Nederland

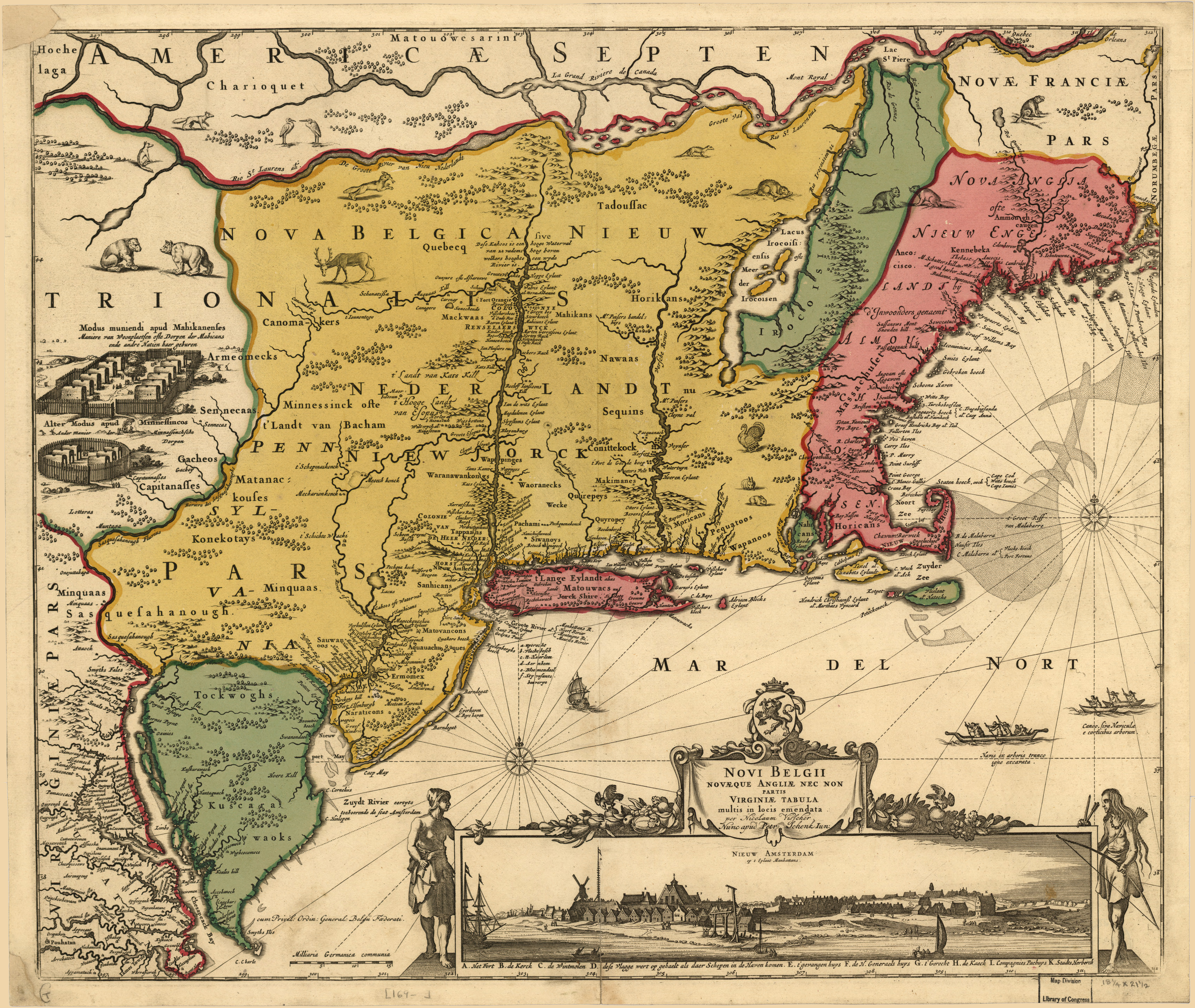
Nicolaes Visschers 1656 entstandene Karte Novi Belgii Novæque Angliæ, hier in einer Version von 1685, ist die bekannteste zeitgenössische Abbildung Nieuw Nederlands. Sie wurde häufig nachgedruckt und galt lange Zeit als die beste Karte der niederländischen Kolonie. Nach der Einnahme Nieuw Nederlands durch die Briten wurde sie sogar zur Grenzziehung zwischen der Provinz New York und der Province of New Jersey verwendet. Nova Belgica oder Novum Belgium war der lateinische Name der Kolonie, entsprechend der lateinischen Bezeichnung für Niederlande: Belgium.

Nieuw Nederland (Ausspracheⓘ) (deutsch Neu-Niederlande) war eine von 1624 bis 1667 bestehende niederländische Kolonie an der Ostküste Nordamerikas, der heutigen Ostküste der Vereinigten Staaten.
Die Niederländische Westindien-Kompanie (WIC), welche die Niederlassung gegründet hatte und verwaltete, beanspruchte ein Gebiet, das von der Newport Bay im Osten zum Delaware River im Westen und zum Sankt-Lorenz-Strom im Norden reichte und Gebiete der heutigen US-Bundesstaaten Delaware, Pennsylvania, New York, New Jersey, Massachusetts, Vermont, New Hampshire, Connecticut und Rhode Island umfasste. Die hauptsächlichen Siedlungsgebiete lagen auf den Inseln Manhattan und Long Island sowie entlang der Flüsse Hudson, Delaware und Connecticut. Verwaltungssitz war Nieuw Amsterdam, das spätere New York.
Die wichtigsten Exportgüter der Kolonie, die unter ihrem letzten Direktor, Petrus Stuyvesant, einen raschen Aufschwung nahm, waren Pelze und der auf den fruchtbaren Böden angebaute Tabak. 1664, kurz vor Beginn des zweiten englisch-niederländischen Seekrieges, wurde Nieuw Amsterdam von den Briten erobert. Im Frieden von Breda traten die Niederlande 1667 die Kolonie an England ab. Nach einer kurzfristigen Rückeroberung Nieuw Amsterdams fiel das Gebiet im Frieden von Westminster 1674 endgültig an die britische Krone.

## Geschichte

### Pelzhändler und Handelskompanien
Obwohl der Küstenstreifen im Mündungsgebiet des später als „Hudson River“ bezeichneten Flusses schon seit Verrazzanos und Gomes’ Entdeckungsreisen im 16. Jahrhundert bekannt war, begann das Interesse der Niederländer an dieser Gegend erst zu Beginn des 17. Jahrhunderts. Der Engländer Henry Hudson war den später nach ihm benannten Fluss 1609 hinaufgesegelt und hatte bei einigen der dort lebenden Indianer Tabak und Pelze eingetauscht. Als die Nachricht von Hudsons Reise in die Vereinigten Niederlande gelangte, versprachen sich Teile der Amsterdamer Kaufmannschaft hohe Gewinne aus dem lukrativen Pelzhandel. Mehrere konkurrierende Gruppen von Kaufleuten, Reedern und Schiffern schickten in den Jahren nach 1610 Schiffe nach Nordamerika und überboten sich gegenseitig im Preis für die von den Indianern eingehandelten Pelze.

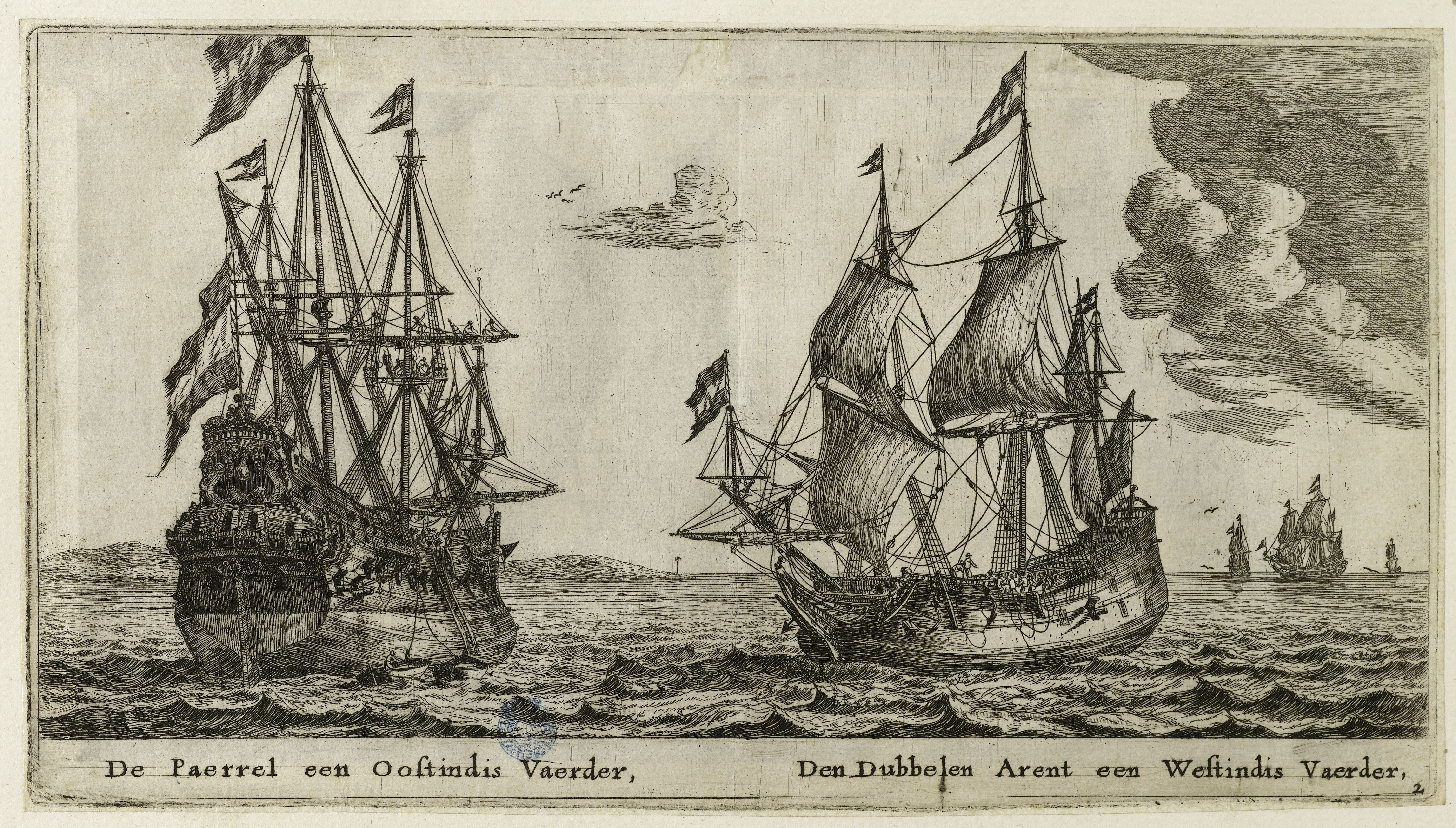
Niederländischer Ostindien- und Westindienfahrer, um 1650

Da bald klar wurde, dass die zu erzielende Gewinnspanne im ohnehin kostenintensiven und risikobehafteten Überseegeschäft durch diese Praxis drastisch sank, verständigten sich die einstmaligen Konkurrenten und gründeten die Compagnie van Nieuwnederlant (Neuniederland-Kompanie). Diese Handelskompanie erhielt von den Generalstaaten am 27. März 1614 ein Monopol, das ihnen für die folgenden drei Jahre vier Schiffsreisen in das Gebiet zwischen 40° und 45° nördlicher Breite erlaubte. Im Oktober 1618, zehn Monate nach Ablauf des Handelsmonopols, bewarb sich die Kompanie um ein neues Oktroi. Zu diesem Zeitpunkt wurde von den Generalstaaten aber bereits die Gründung einer neuen Kompanie, der Geoctroyeerde West-Indische Compagnie (Niederländische Westindien-Kompanie, kurz WIC) als Pendant zur VOC erwogen.
Kurz nachdem 1621 nach zwölfjährigem Waffenstillstand der Unabhängigkeitskampf der Niederländer gegen die Spanier wieder aufgeflammt war, oktroyierten die Generalstaaten ein Handelspatent für die neu gegründete Westindien-Kompanie aus. Dabei hatten sie nicht so sehr die Besiedlung überseeischer Gebiete als vielmehr deren wirtschaftliche Ausbeutung und zugleich eine militärische Unterstützung durch die Schiffe der privat finanzierten Handelskompanie im Sinn. Aus diesem Grund dauerte es auch zwei Jahre, bis ausreichende Geldmittel bereitstanden, da die niederländische Finanzwelt dem Projekt zunächst abwartend gegenüberstand. So erreichte erst im Herbst 1623 mit der Maackreel ein Kompanieschiff die Neue Welt. Die Maackreel handelte während des folgenden Winters entlang des Hudson und kehrte im Sommer 1624 in die Heimat zurück. 1624 kamen mit der Eendracht und der Nieu Nederlandt die ersten Siedler an der amerikanischen Ostküste an.

### Erste Kolonisten
Da der englische Botschafter im Haag 1622 britische Ansprüche auf das Gebiet um den Hudson River (ndl. Noortrivier) angemeldet hatte, war es aus Sicht der Niederländer nötig, rasch Tatsachen zu schaffen, um die eigenen Interessen zu untermauern. Um möglichst weite Gebietsansprüche zu manifestieren, wurden die mit der Eendracht angekommenen Kolonisten unter Adrian Joriszoon Thienpont auf mehrere Punkte am Connecticut River (ndl. Versche rivier), am Delaware River (ndl. Zuidrivier), an der Mündung des Hudson und weiter stromaufwärts verteilt. An dem Punkt, an dem die heutige Stadt Albany liegt, wurde 1624 Fort Oranje gegründet.

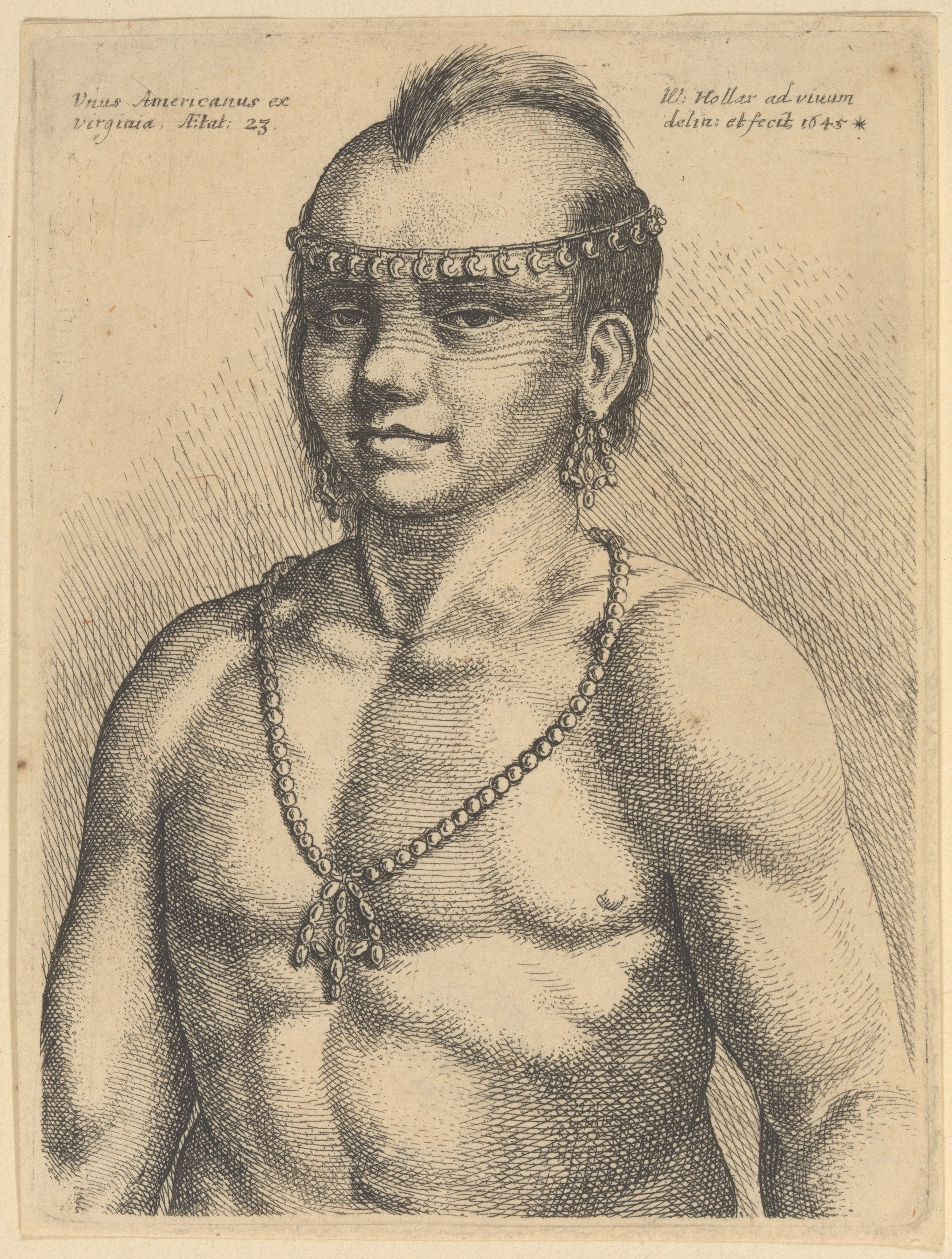
Ureinwohner Virginias nach einem Stich von Wenzel Hollar, 1645

Die Siedler, die mit der Nieu Nederlandt in der später ebenso genannten Kolonie ankamen, waren protestantische Wallonen, die aus den Spanischen Niederlanden vertrieben worden waren, 30 Familien, bestehend aus 110 Personen um Cornelis Jacobszoon May. Um sich besser gegen befürchtete Angriffe schützen zu können, ließen sie sich zunächst auf der kleinen, Manhattan vorgelagerten Insel Pagganack (ndl. Noten Eylandt) nieder, dem heutigen Governors Island.
Die Siedler fanden ein Land vor, das fruchtbar war, gute Jagd- und Fischgründe besaß und vor allem ein verträglicheres Klima bot als etwa die niederländischen Kolonien an der Westküste Afrikas oder in der Karibik. In zeitgenössischen Beschreibungen wurden die geografischen Gegebenheiten in erster Linie unter dem Gesichtspunkt der wirtschaftlichen Zweckmäßigkeit beurteilt. Den größten Raum in zeitgenössischen Beschreibungen nahmen jedoch die Indianer ein, die in niederländischen Quellen zumeist als die wilden bezeichnet werden.  Unter ihnen waren die westlich von Fort Oranje lebenden Mohawk die wichtigsten Pelzlieferanten der Niederländer. Obwohl sich vor allem die Kommunikation zwischen Siedlern und Indianern aufgrund der gegenseitigen Sprachunkenntnis schwierig gestaltete, lebten beide Gruppen bis zum Ende der 1630er Jahre weitgehend konfliktfrei nebeneinander.

### Gründung von „Nieuw Amsterdam“

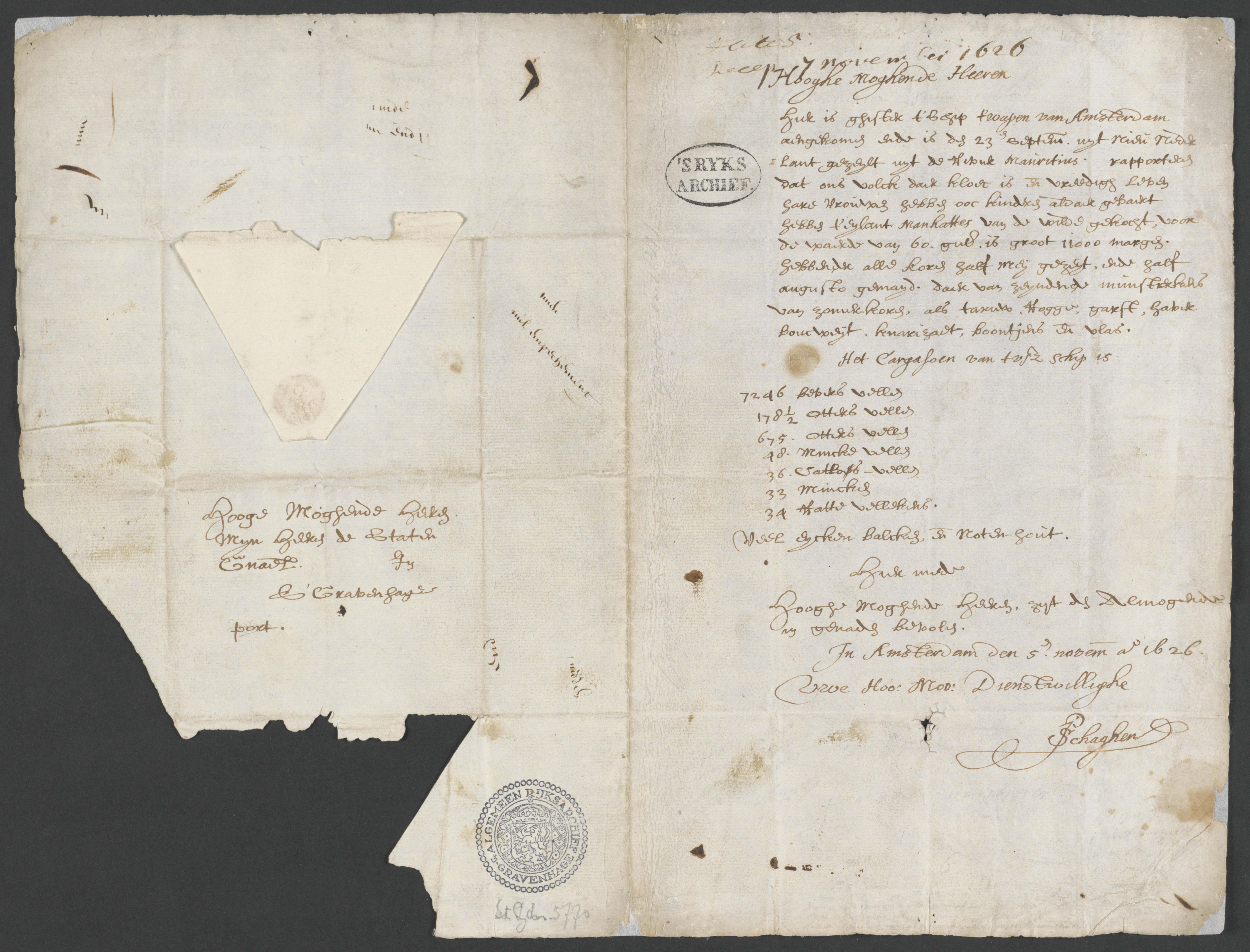
Der Schaghen-Brief, 1626

Der Vertrag von Cornelis Jacobszoon May als Direktor der Kolonie lief nach einem Jahr aus. Sein Nachfolger Willem Verhulst erhielt im April 1625 von der WIC die Anweisung, die Siedler in einer größeren Ansiedlung zu konzentrieren – wahrscheinlich um Kosten zu sparen und sich zugleich besser gegen mögliche Angriffe verteidigen zu können. Als Verhulst bei der Gründung Nieuw Amsterdams an der südlichen Spitze der Insel Manhattan Führungsschwächen erkennen ließ, wurde er im Frühjahr 1626 durch Peter Minuit ersetzt. Minuit kaufte den Indianern die Insel Manhattan im Jahr 1626 für die legendäre Summe von 60 Gulden ab, wobei die Indianer den Gegenwert wahrscheinlich in Form verschiedener Handelswaren erhielten. Im November 1626 erreichte die Nachricht Amsterdam, und Pieter Janszoon Schaghen, mit der Leitung der Westindien-Angelegenheiten betraut, gab die Nachricht in dem heute berühmten Schaghen-Brief an die Generalstaaten weiter.
Während die weiter im Landesinneren gelegenen Siedlungen bis zum Ende der niederländischen Ära Nieuw Nederlands größtenteils ihren Charakter als reine Pelzhandelsstationen inmitten indianischen Stammesgebiets behielten, war Nieuw Amsterdam nicht nur das Zentrum für Handel und Schifffahrt der Kolonie, sondern wurde allmählich auch zum Standort unterschiedlicher Gewerbebetriebe.

### Siedlungsproblematik und die Reaktion der „WIC“
Menschen, die im 17. Jahrhundert Europa verließen und in die Neue Welt aufbrachen, hatten verschiedene Gründe für ihre Entscheidung. Die wichtigsten Motive für eine Emigration waren wirtschaftlicher oder religiöser Natur. Daran gemessen hatten die Niederländer nur wenig Anlass, die Strapazen der im Schnitt zwei- bis dreimonatigen Schiffsreise auf sich zu nehmen. In der ersten Hälfte des 17. Jahrhunderts boomte die Wirtschaft der Niederlande; man spricht in diesem Zusammenhang auch vom Gouden eeuw, dem Goldenen Zeitalter. Ähnlich sah es mit der religiös motivierten Auswanderung aus: im Unterschied zu den englischen Kolonien kamen nur sehr wenige Religionsflüchtlinge nach Nieuw Nederland, weil die Republik der Vereinigten Niederlande im Vergleich zu anderen europäischen Staaten der Zeit in Glaubensfragen toleranter war. Die Folge hiervon war, dass Nieuw Nederland bis zur Mitte des Jahrhunderts unter einem chronischen Mangel an Siedlern zu leiden hatte, was die Kolonie – im Vergleich zu anderen Territorien an der Ostküste Nordamerikas – in ihrer Entwicklung hemmte.

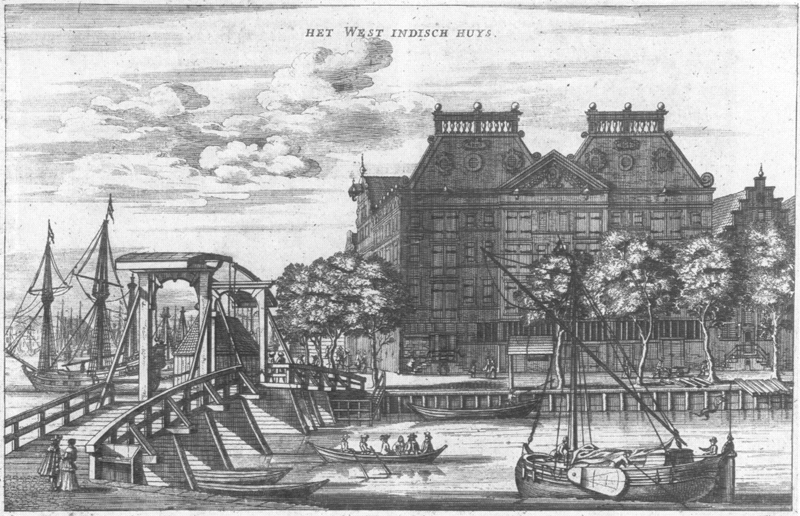
Haus der WIC in Amsterdam, 1655

Die WIC begegnete diesem Problem mit unterschiedlichen Maßnahmen. Zum einen warb sie über Werbeschriften im Ausland verstärkt um deutsche, flämische und wallonische Emigranten, zum anderen versuchte sie potentielle Siedler durch eine Lockerung der Handelsbestimmungen zu gewinnen. Hierbei standen sich in der WIC zwei Interessenlager gegenüber: Die Handelsfraktion wollte die Besiedlungskosten niedrig halten und möglichst große Gewinne aus dem Pelzhandel erzielen. Die Siedlungsfraktion verfolgte den genau entgegengesetzten Ansatz und erhoffte sich aus einer stärkeren landwirtschaftlichen Nutzung der Kolonie auf lange Sicht gesehen eine Ablösung des Baltikums als Lieferanten für das in den Niederlanden benötigte Getreide. Ein breitflächiger Getreideanbau direkt in Übersee hätte zudem womöglich die äußerst kostspieligen Versorgungslieferungen nach Brasilien oder Curaçao ersetzen können. Im Juni 1629 kam es zu einem Kompromiss. Das Monopol der WIC auf den lukrativen Pelzhandel blieb zunächst bestehen, und im Gegenzug ermöglichte die Handelskompanie einigen ihrer finanzstarken Direktoren den Aufbau einer erblichen Grundherrschaft in Übersee. Die WIC überließ den Grundherren, den so genannten Patroonen, kleine Einheiten privaten Landbesitzes, auf denen diese weitgehende Rechte – von der Steuererhebung bis hin zur Rechtsprechung – erhielten. Im Gegenzug verpflichtete sich der patroon, innerhalb von vier Jahren mindestens fünfzig Menschen im Alter von über fünfzehn Jahren auf seinem Besitz anzusiedeln. Doch das Patronatsystem scheiterte. Immer wieder kam es zu Konflikten zwischen den Eigentümern und der WIC oder zwischen Siedlern und Indianern. Noch stärker wog, dass trotz großzügiger Angebote der patroone nicht genügend Auswanderer als Arbeitskräfte angeworben werden konnten. In den nach 1639 ausbrechenden Konflikten mit den Indianern gingen alle Siedlungen bis auf das östlich der heutigen Stadt Albany gelegene Rensselaerswijck unter.

### Aufgabe des Pelzhandelsmonopols und Indianerkrieg

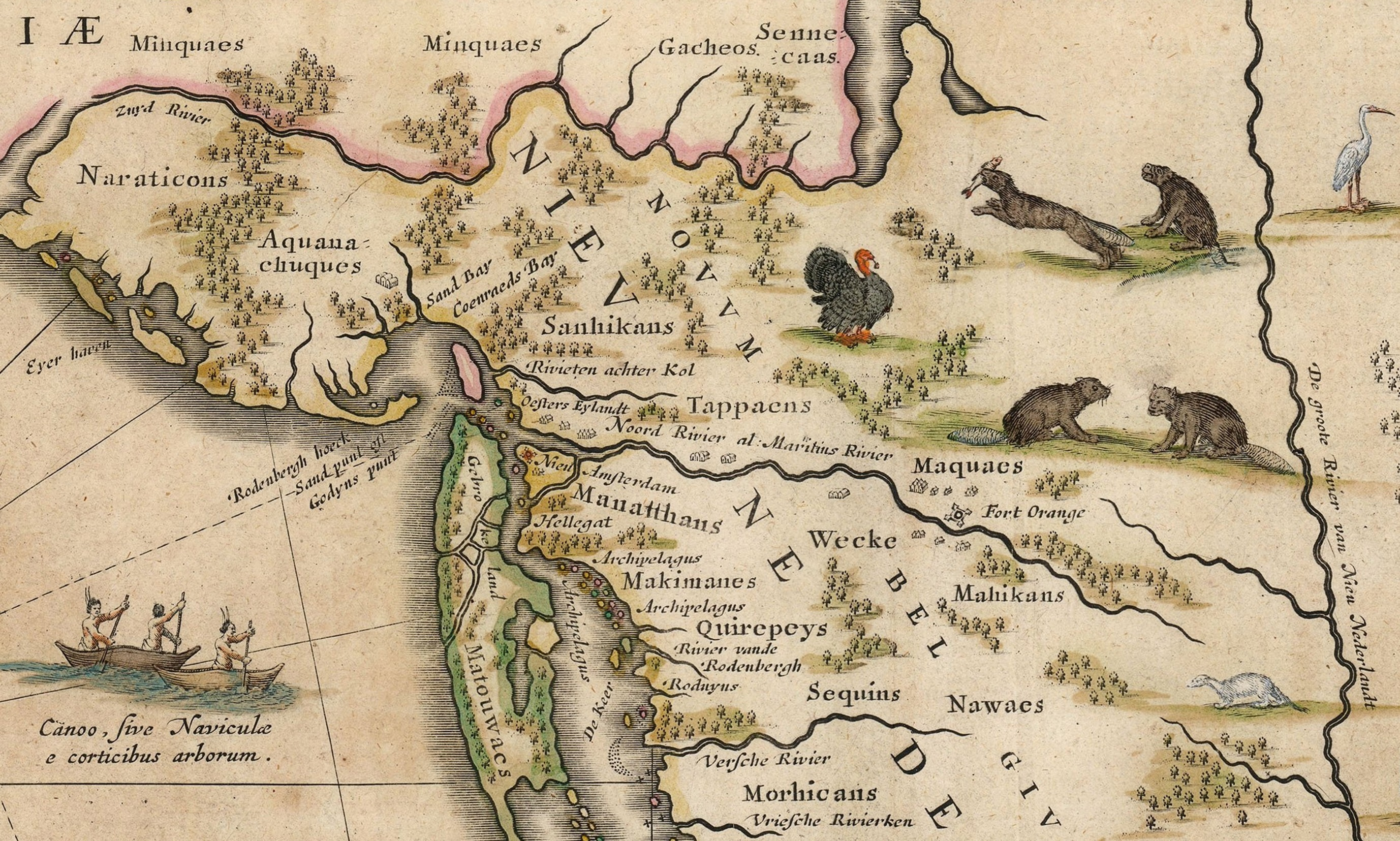
Der Ausschnitt aus der um 1634 entstandenen Karte Nova Belgica et Anglia Nova des Niederländers Joan Blaeu zeigt die Region um den Hudson River. Übergroße Abbildungen von Ottern und Bibern sollen den Pelzreichtum des Landes betonen.

Bis zur Aufgabe des Pelzhandelsmonopols durch die WIC nahm der Export von Biberpelzen die zentrale Rolle in der Wirtschaft Nieuw Nederlands ein. Die Pelze wurden von den in der Region lebenden Indianern in die Handelsstützpunkte der Niederländer gebracht und dort zu einem von der WIC festgelegten Preis gegen andere Handelswaren eingetauscht. Schon 1624 exportierte die WIC rund 5000 Pelze im Gesamtwert von rund 27.000 Gulden ins Mutterland. Obwohl 1635 bereits rund 16.000 Pelze im Wert von rund 135.000 Gulden in den Niederlanden ankamen, wurden die Erwartungen der unter finanziellem Druck stehenden Handelskompanie längst nicht erfüllt. Von 1634 an häuften sich zudem Nachrichten über das Vordringen englischer Siedler in das von den Niederländern beanspruchte Gebiet. Vier Jahre später gab die WIC schließlich nach und ersetzte das Handelsmonopol auf Pelze durch einen Zoll auf alle Im- und Exporte. Gleichzeitig gab sie ihre bisherige Landvergabepolitik auf und bot allen Auswanderern unentgeltlich so viel Land an, wie diese bebauen konnten.
Dieser Wandel von einer Handels- zu einer Siedlungskolonie führte zu Konflikten mit den Indianern. Zum einen sorgte der rapide Anstieg des Landbedarfs von Seiten der niederländischen Siedler für Irritationen, zum anderen kam es durch die Aufgabe der bislang durch die WIC garantierten Pelzpreise zu Spannungen. Die Auseinandersetzungen eskalierten zwischen 1643 und 1645 in einem blutigen und von beiden Seiten mit großer Härte ausgetragenen Krieg, in dessen Folge der seit 1637 amtierende Direktor Willem Kieft durch Petrus Stuyvesant abgelöst wurde.

### Ära Stuyvesant
In die Amtszeit Stuyvesants fällt ein starker Anstieg der Einwohnerzahl Nieuw Nederlands. Die Aufhebung des Monopols auf den Pelzhandel durch die Niederländische Westindien-Kompanie im Jahr 1638 hatte die wirtschaftlichen Anreize zur Auswanderung nicht entscheidend steigern können. Erst die in den Niederlanden etwa um die Jahrhundertmitte einsetzende Verlangsamung des wirtschaftlichen Wachstums brachte die Wende. Immer mehr Siedler traten in den 1650er Jahren die Reise über den Atlantik an und bis 1664 wuchs die Kolonie auf etwa sieben- bis achttausend Bewohner an.

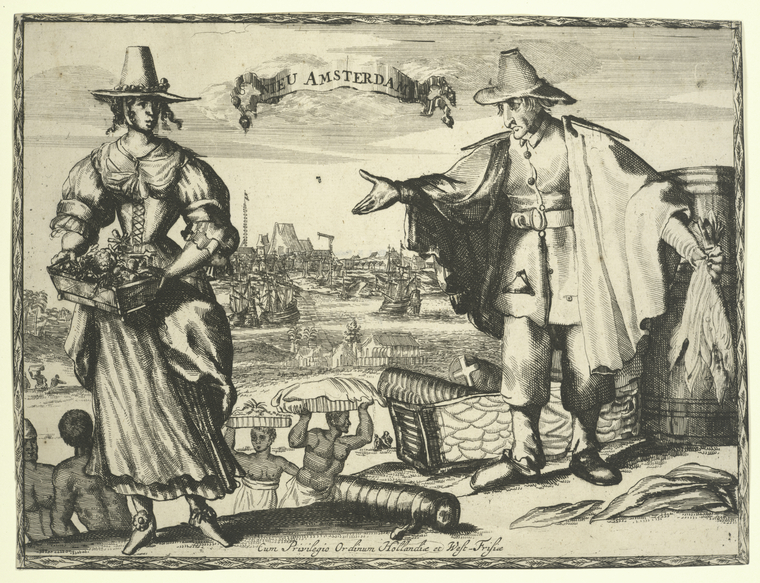
Niederländischer Kaufmann mit Tabakblättern in der Hand (rechts) vor der Silhouette Nieuw Amsterdams

Auf wirtschaftlicher Ebene begann der seit Mitte der 1630er Jahre erfolgreich in Nieuw Nederland angebaute Tabak die Pelze als wichtigstes Ausfuhrgut zu verdrängen. Hierbei spielten die in europäischen Handelsplätzen wie London oder Amsterdam zu erzielenden Gewinne, die weit über den Gewinnspannen für Biberpelze lagen, eine entscheidende Rolle. Dabei wurde der in der Kolonie selbst angebaute Tabak auf der Exportebene mengenmäßig noch von dem aus Virginia stammenden Tabak übertroffen. Noch 1658 kam der Hauptanteil des von Nieuw Amsterdam aus verschifften Blättertabaks aus englischem Anbau.
Das Verhältnis zu seinen Nachbarn gestaltete sich für Nieuw Nederland in der Ära Stuyvesant ausgesprochen schwierig. Im Norden beanspruchten Frankreich und England Teile des niederländischen Territoriums für sich, im Süden Schweden. Während die Schweden ihr an der Mündung des Delaware gelegenes Territorium Neuschweden ein Jahr nach der Einnahme Fort Casimirs (1655) für 700.000 Gulden an die Stadt Amsterdam verkauften, mündeten die Streitigkeiten mit den Engländern im Norden schließlich in einem 1662 ausgestellten königlichen Landpatent für Connecticut, in der Karl II. das gesamte Gebiet der niederländischen Kolonie für Großbritannien beanspruchte und damit die spätere Eroberung des Jahres 1664 vorwegnahm.
Doch auch im Inneren hatte Stuyvesant mit verschiedenen Problemen zu kämpfen. Neben der Tatsache, dass die ungewöhnlich bunte Mischung von Siedlern unterschiedlichster Herkunft, Sprache und Religion zu Konflikten innerhalb der Gesellschaft Nieuw Nederlands führte, hatte sich schon seit der Amtszeit Willem Kiefts eine Oppositionsbewegung gegen die WIC als Eigentümerin der Kolonie gebildet. Bis 1657 erkämpfte diese Opposition weitergehende Rechte in Fragen der Verfassung und der Bürgerprivilegien. In ihren Denkschriften griff sie dabei die WIC und ihren Vertreter Stuyvesant in scharfer Form als „Ausbeuter“ und „Tyrannen“ an. Trotz aller Streitigkeiten ging Nieuw Nederland am Ende der Ära Stuyvesant aber nicht aufgrund innerer Probleme, sondern durch den Konflikt auf weltpolitischer Ebene verloren.

### Nieuw Nederland fällt an die Briten

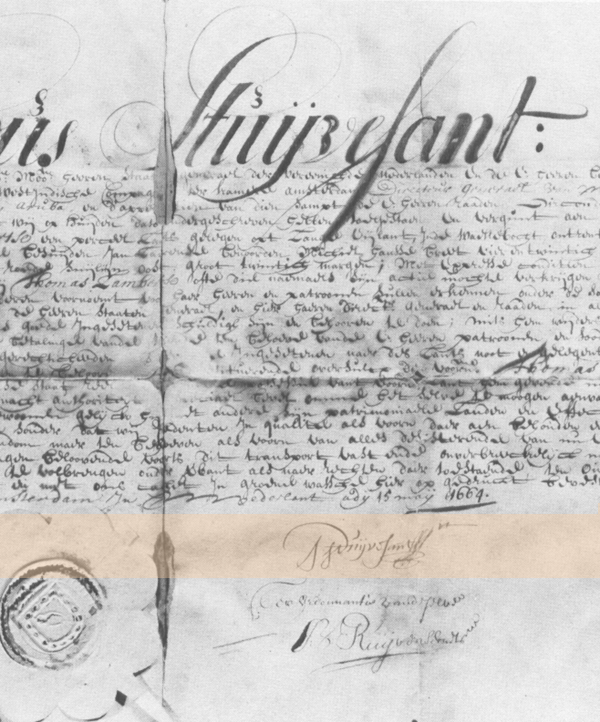
Petrus Stuyvesants Unterschrift auf einem der letzten von ihm ausgestellten Dokumente, bevor Nieuw Amsterdam 1664 in britische Hände fiel (hier nachträglich hervorgehoben)

Bereits während der Regierungszeit des Lordprotektors Oliver Cromwell begann England eine aggressivere Außenpolitik gegenüber seinen niederländischen Konkurrenten, die sich nach der Restauration der englischen Monarchie unter König Karl II. fortsetzte. Ein erster Schritt der neuen Regierung, der sich gegen den niederländischen Handel richtete, war 1660 die Verschärfung der Navigationsakte aus dem Jahr 1651. Mit Nieuw Nederland als Durchgangsstation für niederländische Güter in die englischen Kolonien Nordamerikas und umgekehrt für Virginiatabak und andere überseeische Waren nach Europa waren diese Handelsbeschränkungen für die niederländischen Kaufleute aber leicht zu umgehen. Gleichzeitig war es für die Briten zur Festigung ihrer Macht in Übersee und nicht zuletzt aus strategischen Gründen wichtig, die gesamte Ostküste Nordamerikas von Neuschottland bis Carolina in ihren Besitz zu bringen.
1662 erteilte König Karl II. englischen Kolonisten in Connecticut ein Landpatent, das Gebiete Nieuw Nederlands einschloss. Am 12. März 1664 sprach er seinem Bruder und Nachfolger Jakob, Herzog von York, und Oberbefehlshaber der englischen Flotte, die gesamte Atlantikküste der niederländischen Kolonie zu. Damit begannen erneut Spannungen und kriegerische Auseinandersetzungen zwischen Engländern und Niederländern in der Neuen Welt.
Ohne Kriegserklärung segelte am 18. August 1664 ein britisches Expeditionskorps mit vier Schiffen unter dem Befehl Richard Nicolls in den Hafen von Nieuw Amsterdam ein. Gegen den Willen Stuyvesants, möglicherweise aufgrund seiner Unbeliebtheit, ergaben sich die Niederländer am 27. August kampflos. Die Briten übernahmen die Kolonie und nannten sie zu Ehren des Herzogs von York, ihres künftigen Königs, New York. Der Frieden von Breda bestätigte 1667 die Übernahme; die Niederlande erhielten im Gegenzug Surinam.
Im Dritten Englisch-Niederländischen Krieg wurde die Kolonie nochmals für 15 Monate von den Niederländern unter Cornelis Evertsen besetzt, fiel dann jedoch im Zweiten Frieden von Westminster im Jahre 1674 endgültig an England und wurde zur britischen Kolonie.
Bis in die zweite Hälfte des 18. Jahrhunderts, noch 100 Jahre, nachdem die Kolonie den Briten zugefallen war, sprachen die Siedler im Hudson-Tal nach wie vor durchweg niederländisch.

### Darstellungen
- Jaap Jacobs: New Netherland. A Dutch Colony in Seventeenth-Century America. Leiden 2005, ISBN 90-04-12906-5 (Referenzwerk zur Geschichte Nieuw Nederlands. Die Arbeit basiert auf umfangreichen Quellenstudien und bezieht auch eine Reihe zuvor unbekannter Materialien mit ein. In sieben Kapiteln widmet Jacobs sich vor allem wirtschafts- und sozialgeschichtlichen Fragestellungen.)
- Joyce Diane Goodfriend (Hrsg.): Revisiting New Netherland, perspectives on early Dutch America. Leiden 2005, ISBN 90-04-14507-9 (Aufsatzband mit Beiträgen zur Geschichte der niederländischen Besiedlung Nordamerikas)
- Eric Nooter (Hrsg.): Colonial Dutch studies: an interdisciplinary approach. New York 1988, ISBN 0-8147-5763-4 (Die im Band enthaltenen vier Beiträge zu einem im März 1985 in New York abgehaltenen Kongress geben einen guten Überblick über die Historiografie Nieuw Nederlands.)
- Oliver A. Rink: Holland on the Hudson, an economic and social history of Dutch New York. Ithaca 1986, ISBN 0-8014-1866-6 (Rinks Ergebnisse beruhen auf der Auswertung von Amsterdamer Notariatsakten. Der Schwerpunkt der Arbeit liegt auf der Untersuchung der wirtschaftlichen Ausbeutung Nieuw Nederlands durch eine relativ kleine Gruppe Amsterdamer Kaufleute, die durch den Handel mit Pelzen und Versorgungsgütern für die Siedler Gewinne schrieben, während die allgemeine Entwicklung der Kolonie nur schleppend vorankam.)
- George M. Asher: A Bibliographical and Historical Essay on the Dutch Books and Pamphlets relating to New Netherland and to the Dutch West-India Company and to its possessions in Brazil. Frederik Muller, Amsterdam 1854–1867 (Digitalisat im Internet Archive).

### Periodika
- De Halve maen. Quarterly magazine of the Dutch colonial period in America. Hrsg. von der Holland Society of New York, ISSN 0017-6834